# 片瀬 (藤沢市)
片瀬（かたせ）とは、神奈川県藤沢市の南東部を指す地名である。1889年まで片瀬村と呼ばれていた大字としての片瀬、または1947年までは鎌倉郡に属していた片瀬町で現在は藤沢市の13ある行政地区のひとつとして片瀬市民センターが行政を分担している片瀬地区、あるいは片瀬地区の中の中心部をなす住居表示上の呼称としての片瀬という範囲の異なる3つの概念が並行して用いられている。
片瀬地区のうち江の島は、別項で詳述されているため、本項では片瀬地区のうち原則として江の島を除く範囲、すなわち旧大字の片瀬について述べる。
片瀬地区の郷土文化・伝統玩具として、片瀬こま（通称・喧嘩コマ）が有名。

## 地理

### 位置と範囲
旧大字の片瀬は、近世以来の片瀬村の範囲とほぼ重なる。片瀬川（古くは固瀬川）と呼ばれる境川下流部以東の地域で、鎌倉郡に属していた。現在の片瀬海岸三丁目と鵠沼海岸一丁目との境界線は、道路に沿った人為境界線に見えるが、江戸時代後期の絵地図を見ると、この位置に片瀬川が流れており、引地川は海岸砂丘に阻まれて、直接海に出ず、片瀬川河口近くに流入する支流として描かれているものがある。北西部の高座郡鵠沼村との境界線は、現在の流路より西側に大きく屈曲している部分が見られ、1965年（昭和40年）の住居表示制定まで片瀬地区と鵠沼地区との境界線になっていた。この屈曲は片瀬川の曲流に基づく自然境界と思われる。北東部は地元で片瀬山と総称する丘陵の稜線で鎌倉郡村岡村と接し、南東部は鎌倉郡津村および腰越村と接したが、かなり不明確な人為境界線で、江戸時代には数度の境界線争いが記録されている。南西部は相模湾で、陸繋砂嘴により江島村と結ばれていた。現在の片瀬地区は、西を鵠沼地区、北東を村岡地区、南東を鎌倉市腰越地区と接する。
旧片瀬村と旧江島村との関係を整理すると、次のような経緯がある。
- 1889年（明治22年）4月1日 - 町村制施行により、片瀬村と江島村が合併し川口村となる。
- 1933年（昭和8年）4月1日 - 川口村が町制施行し片瀬町となる。
- 1947年（昭和22年）4月1日 - 鎌倉郡片瀬町、藤沢市へ編入合併される。

### 自然環境

#### 地形・地質
片瀬地区の地形は、東部の丘陵と西部の低地に二分できる。
- 丘陵 - 三浦丘陵の北西端をなす第三紀丘陵で、「片瀬山」と総称される。部分的には小高い部分を「駒立山」「赤山」「目白山」「龍口山」などと呼んでいた。基盤は第三紀層三浦層群の凝灰質砂礫岩で、上部には洪積層の関東ロームが厚く堆積する。標高は最高地点で85m程度で、全体として海岸段丘を形成していたが、解析が進み、平坦面はほとんど残っていない。浸食谷には谷戸田が見られたが、現在は完全に消滅した。北部丘陵斜面には横穴古墳群が見られ、農業用倉庫に用いられたり、戦時中には防空壕になったりしたが、現在はほとんど残っていない。丘陵上部は、古来薪炭林あるいは屋根材用の萱場として利用されてきた。享保13年（1728年）に相州炮術調練場（鉄炮場）が設置されてからは「下げ矢」という下方射撃訓練の発射場ともなった。南部の龍口山には小田急開通を機に「龍口園」という遊園地が設けられ、江の島へのロープウェー架設も計画されたが、世界恐慌で間もなく廃園に追い込まれた。1950年代にはゴルフ場が開設されたが、長続きせず、1960年代に三井不動産による片瀬山住宅地開発がはじまり、今日に至っている。陸繋島江の島もこの丘陵の続きである。
- 低地 - 縄文海進によって海底になっていた部分が海退によって陸化し、沿岸流によって運ばれる海砂が堆積した「湘南砂丘地帯」と呼ばれる海岸平野の東端に当たる。北から流入する境川（片瀬地区は「片瀬川」と呼ぶことが多い。本項では以下これを用いる）が曲流を繰り返しながら江の島北方で相模湾に注ぐ。この流路が旧鎌倉郡と高座郡との境界、すなわち片瀬地区の西縁をなすはずだが、流路の変遷により、現在の流路から外れて片瀬地区と鵠沼地区との境界線が引かれている部分もある。この低地の北東部ではほぼ南北方向にいくつかの砂丘列があるが、片瀬川の流路変遷により分断されている。砂丘間の低湿地は片瀬川の堆積物による沖積平野で、かつては水田が見られた。この水田は片瀬川の氾濫や高潮の塩害に悩まされ、良田とはいえなかった。南西部の低地は北西 - 南東方向の弧状の海岸線で相模湾と接するが、海岸線に平行して最も新しい砂丘列が認められる。

#### 気候・植生
南部ほど顕著な海洋性気候が見られる。気温の変化は冬の冷え込みが弱く、年較差が相対的に小さい。降水量は初秋の秋霖・台風期にピークがあり、梅雨期がこれに次ぐ。風向は年間を通して季節風よりも海陸風の影響が顕著である。丘陵の自然植生はオニシバリ－コナラ群集が多くを占めるほか、イノデ－タブノキ群集の自然林もみられる暖帯林。

### 社会環境

#### 河口港
片瀬の地名は早くも奈良時代、正倉院に残る庸布墨書に「方瀬（片瀬）郷の郷戸主大伴首麻呂，調庸布一端を朝廷に貢進」とあり、少なくとも50戸以上の郷戸主のいる集落が形成されていたことが判る。この集落は恐らく周辺の鵠沼・辻堂地区の集落と異なり、単なる半農半漁村ではなく、片瀬川河口という地の利を生かした河口港を擁し、港で働く人々が集住する集落だったことが想像される。これは、片瀬の集落名に「上町」「中町」「東リ町」「台町」といった町場を連想する人為地名が多く、集落形態も家々が密集する形が古地図からも読み取れるからである。境川本流は藤沢宿付近で瀬が現れ、高瀬舟でも航行が困難だったと思われるが、支流の柏尾川は本流よりも感潮河川区間が長く、深沢村から大船あたりまで航行できた。江戸時代の記録には年貢米の積み出し港として片瀬河岸の名があり、高瀬舟で集荷された川筋の積み荷がここで二百石船などの外洋船に積み換えられた。鉄道の時代になるとその役割は終わった。
商港としての片瀬は、とうの昔に消えたわけだが、現在も片瀬川河口にシラス漁などの漁船や貸切、乗合の釣船、プレジャーボートなど、おびただしい舟が見られる。プレジャーボートは河口から新屋敷橋付近まで両岸に不法係留されており、2003年（平成15年）4月、藤沢市はこれを暫定的に認めることになった。かつては片瀬江ノ島駅前で貸しボート屋も営業していた。2008年（平成20年）4月、片瀬漁港改修工事が完成し、市場設備を備えた本格的な漁港として、朝市や「漁師の学校」の開催など、市民との結びつきも図られている。

#### 鎌倉の外縁
源頼朝が鎌倉に入ると、その裏鬼門方向の「七里結界」の外側にあった腰越・片瀬は鎌倉の入口として、あるいは外縁としての位置づけが与えられた。典型的な例が処刑場である。治承4年（1180年）には大庭景親父子が片瀬河原で処刑され、鎌倉時代後半には龍口に刑場が設けられた。文永8年（1271年）9月12日には日蓮の龍口ノ法難の舞台になり、元の使者杜世忠らが処刑されたことでも知られる。鎌倉幕府滅亡後も龍口刑場は存続し、北条時行もここで処刑されている。

#### 参詣観光地
寿永元年（1182年）、源頼朝の祈願により文覚が江の島に弁才天を勧請して以来、鎌倉武士の信仰を集め、その後も歴代の為政者の保護を受けた。江戸時代に入ると歌舞音曲の関係者や視覚障害者をはじめ、庶民の参詣客が増え、関東総検校杉山和一により江の島道の道筋に多くの弁才天道標が寄進された。その数は全部で48基と伝えられ、うち藤沢市内に現存する12基は、市の文化財に指定されている。
陸繋島江の島へ繋がる陸繋砂嘴は「州鼻」と呼ばれ、そこを通る江の島道を「州鼻通り」という。その両側には、旅館や飲食店、土産物店、遊戯施設などが軒を連ねる門前町独特の景観が見られ、島内の参道と共に1987年（昭和62年）かながわのまちなみ100選に選定された。江戸時代末期、龍口寺が寺格を整えると、参詣者が増加し、門前に「かとや」（角屋）と「かしハや」（柏屋）などの旅館や菓子店が並ぶようになった。

#### 海水浴場と湘南海岸公園
安政5年（1858年）から1899年（明治32年）まで、横浜の外国人は、行動範囲を居留地から10里以内に制限されていた。その制限範囲内にあり、風光明媚で宿泊施設が整っていた片瀬や江の島には、明治初期以来多くの外国人が訪れるようになった。ヨーロッパ式の海水浴という風習は、日本では片瀬から始まった。（以下、詳細は片瀬東浜海水浴場参照）片瀬の海水浴場組合結成は、小田原急行鐵鉄道江ノ島線が開通した1949年（昭和24年）の6月のことであった。これは片瀬に海水浴場がなかったということではなく、むしろ鎌倉や大磯よりも古くからあったと考えるべきであろう。片瀬には東浜海岸に並行して州鼻通りに旅館街が形成され、しっかりした脱衣場が備えられていたからである。1891年（明治24年）、学習院が隅田川にあった游泳訓練場を川口村片瀬に移し、1904年（明治37年）には片瀬海岸に学習院の寄宿舎（平屋建て、9棟）が翌年にかけて竣工し、3年後に学習院院長に就任した乃木希典の褌姿の写真も残っている。しかし、1911年（明治44年）、学習院は游泳訓練場を片瀬から沼津御用邸の隣接地に再度移した。片瀬の海水浴場が一般客で混雑し、游泳訓練場に適さなくなったのが理由とされる。
1923年（大正12年）9月1日の大正関東地震は、片瀬付近で1m近い地盤の隆起を伴い、砂浜の面積が拡がった。1928年（昭和3年）には神奈川県の手で湘南海岸一帯に砂防林の植樹がはじまり、翌年神奈川県知事に就任した山県治郎は湘南海岸一帯の国際観光地化を目論み、県営湘南水道、神奈川県道片瀬大磯線（通称「湘南遊歩道路」現国道134号）の敷設などが次々に具体化した。湘南遊歩道路は広い車道の両側の砂防林の中に歩道が設けられ、鵠沼から片瀬西浜には乗馬道もあるという画期的な観光道路であった。現在の江ノ電駐車場のところには乃木将軍の銅像（水谷鉄哉作）も建てられた。しかし、戦前の片瀬海岸の海水浴場はもっぱら東浜に限られ、西浜は別荘族が泳ぐ姿はあっても、地曳き網の漁場として存在した。
1947年（昭和22年）4月1日、鎌倉郡片瀬町は藤沢市へ編入合併された。このことにより、藤沢市は江の島を擁する観光都市に発展し、片瀬西浜と鵠沼を一体化して開発する基盤ができた。1954年（昭和29年）5月21日、神奈川県は「湘南海岸公園都市計画事業」を決定、「特許方式」という民間事業を導入した公立公園建設に着手した。手始めに同年7月1日、日活資本の「江の島水族館」が、日本における近代的私設水族館の第1号として誕生した。（以降の経緯は湘南海岸公園を参照）1956年（昭和31年）、片瀬西浜・鵠沼海水浴場を統合した「江の島海水浴場協同組合」が創立され、警備員は赤十字救急法救急員の資格を取得したライフセーバーとなり監視・救助活動を始めた。彼らは1963年に「湘南ライフガードクラブ」(現在名「西浜サーフライフセービングクラブ」)として組織化、日本初のライフガード組織として先進地のオーストラリアやハワイからノウハウを学び、活動するようになった。1959年（昭和34年）3月5日、藤沢市はビーチリゾートの先進地である米国のマイアミビーチ市と姉妹都市提携し、「東洋のマイアミビーチ」をうたい文句に観光客誘致を図る。
1964年（昭和39年）、江の島が東京オリンピックのヨット競技会場に選ばれたのを機に、自動車橋が島を結び、この前後は片瀬の海水浴場来客数は500万人を遙かに超え、日本一の海水浴場の名をほしいままにしていた。以後、大腸菌騒ぎなどもあってしばらく低迷していたが、2004年（平成16年）には450万人を突破し、日本一の海水浴場に返り咲いた。

#### 別荘地から住宅地へ

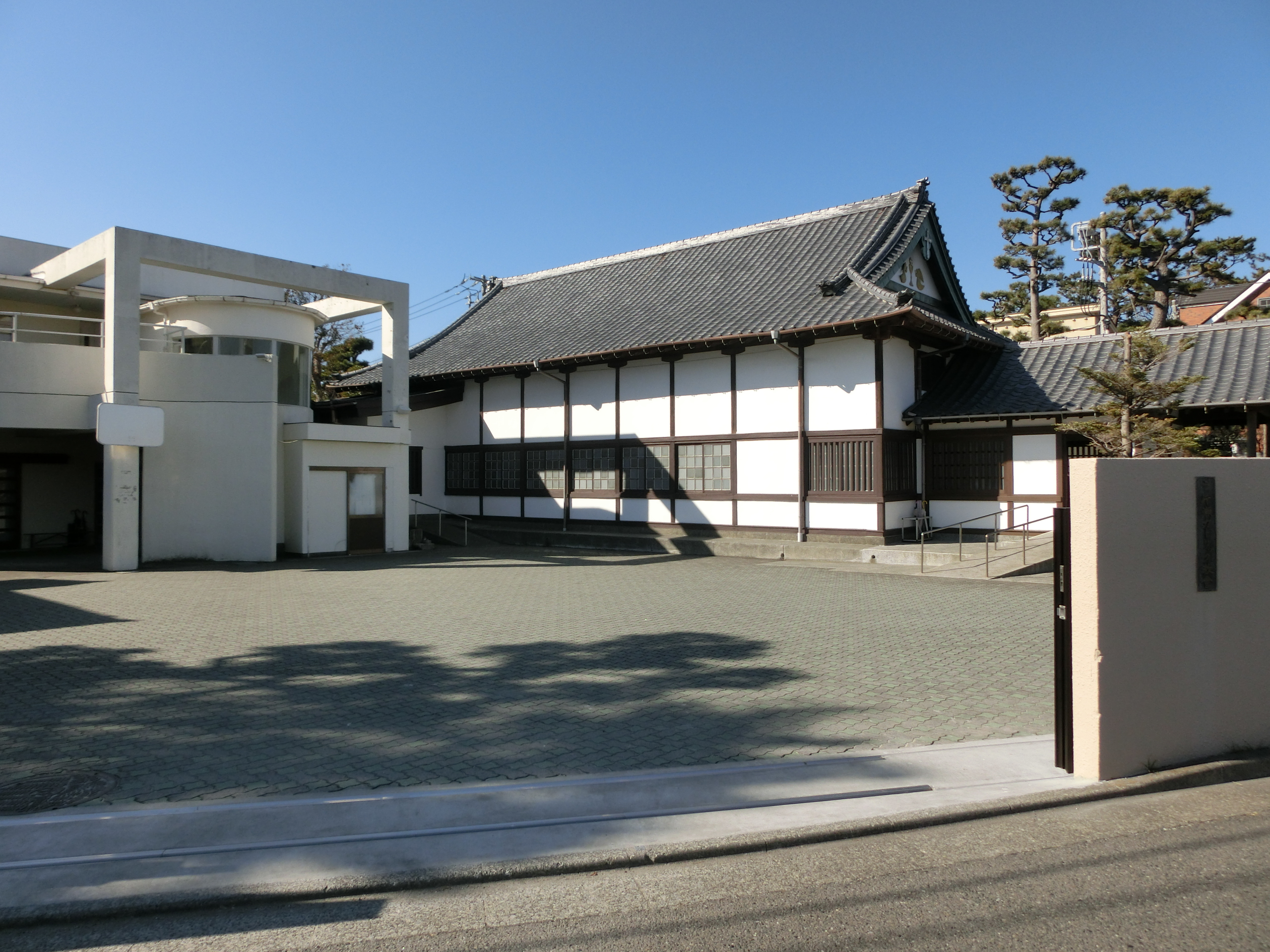
カソリック片瀬教会。聖堂（右側）は教会としては珍しい和風建築

片瀬地区では、江戸時代から龍口寺門前や州鼻通りなどに旅館が営業していた。藤沢に鉄道が開通した1887年（明治20年）頃から江の島道沿いの寺院や民家で別荘用に貸家や貸間を提供する例が見られたようだが、砂丘や耕地の別荘地としての開発が始まるのは、江ノ電が開通する1902年（明治35年）頃からである。江ノ電は計画当初江の島道を路面電車として敷設する予定だったが、商売敵である人力車夫や、片瀬川の早船の関係者などの反対運動にあい、当時の大株主山本家の所有地を経由して建設したため、片瀬の集落から離れた水田地帯を通ることとなった（これにより、鵠沼駅まではほとんど鵠沼地区を通るようになったことは、既に始まっていた「鵠沼海岸別荘地」開発にとっては好都合だった）。大正時代になると、目白山などの丘陵斜面にも別荘が散在するようになった。小田急江ノ島線が開通し、湘南遊歩道路が開通すると、官有地の払い下げを受けて西浜（片瀬海岸二～三丁目）が計画的地割りを持った住宅地として開発され、分譲された。ここはむしろ別荘地というより定住の住宅地として開発された。1936年（昭和11年）以来、カトリック聖コロンバン会が片瀬乃木幼稚園、片瀬乃木小学校、片瀬乃木高等女学校、カトリック片瀬教会を次々に開設した。軍国主義が進行する中、片瀬ゆかりの日露戦争の英雄の名を冠したわけであるが、戦後、これら幼稚園や学校は湘南白百合に改名された。
1950年代、片瀬山丘陵の地形を利用して、佐藤和三郎の手でゴルフ場が開設されたが、長続きしなかった。その跡地に1967年（昭和42年）から1977年（昭和52年）にかけて三井不動産の手で開発されたのが「片瀬山住宅地」である。ここは整然とした戸建て住宅の集合体であるが、1970年代になると、国道沿いに中層の集合住宅が建ち始め、1980～1990年代にピークを迎えた。片瀬海岸の集合住宅や最近の分譲住宅には、サーファーの居住を予想して入口付近にシャワーや水洗槽を設置することが流行している。

### 地価
住宅地の地価は、2023年（令和5年）1月1日の公示地価によれば、片瀬4-10-7の地点で23万円/m2となっている。

### 地名
古くは、方瀬、潟瀬、肩瀬、固瀬などとも書かれた。

#### 伝統的集落名
ほとんどが現在の片瀬三、四丁目を中心に分布していた。
- 上町（かみっちょう）・中町（なかっちょう）・台町・門前・浜須賀・東り町（とおりちょう）・祖堂下・龍口（たつのくち）・下の谷（しものや）本町・南浜

#### 旧小字
1873年（明治6年）5月1日に制定された
- 西田（現在は鵠沼石上二丁目）・川袋（後に桜小路。現在は鵠沼藤が谷四丁目）・大源太（おおげんた）・宮畑・北の谷・新屋敷（あらやしき）・浪合・立石・大丸・西ノ原・鯨骨（くじらっぽね）・赤山・狢ヶ谷（むじながや）・西方（にしがた）・龍口下・下ノ谷・西浜・東浜

#### 住居表示
現在の片瀬地区における住居表示実施の経緯は次のとおり。
- 1965年（昭和40年）10月1日 - 片瀬海岸二・三丁目
- 1966年（昭和41年）10月1日 - 片瀬海岸一丁目、片瀬一-五丁目[6]、江の島一・二丁目
- 1973年（昭和48年）10月1日 - 片瀬山一-五丁目、片瀬目白山、片瀬二丁目（区域変更）
旧小字大源太の片瀬川以西は住居表示が実施されておらず、「藤沢市片瀬」と表示される。

##### 町名の変遷
| 実施後     | 実施年月日    | 実施前（特記なければ、各町名ともその一部）                       |
| ---------- | ------------- | ---------------------------------------------------------------- |
| 片瀬一丁目 | 1966年10月1日 | 大字片瀬字大源太・字宮畑                                         |
| 片瀬二丁目 | 1966年10月1日 | 大字片瀬字新屋敷・字宮畑・字西原・字浪合・字立石・字鯨骨・字赤山 |
| 片瀬三丁目 | 1966年10月1日 | 大字片瀬字鯨骨・字赤山・字狢ケ谷・字下ノ谷・字龍口下             |
| 片瀬四丁目 | 1966年10月1日 | 大字片瀬字下ノ谷・字鯨骨・字西方（全域）                         |
| 片瀬五丁目 | 1966年10月1日 | 大字片瀬字西原・字新屋敷                                         |

#### 地名の由来
片瀬川の曲流により、攻撃面が渕、堆積面が瀬になるからというのが一般的な通説である。しかし、これはどの川にも当てはまるので、理由としては根拠に乏しい。砂浜の傾斜がきわめて緩やかで、島陰などのため寄せ波の力が弱い場合、浜堤はあまり発達せず内陸まで波が寄せ、それが引き波になる頃には次の寄せ波が打ち寄せるように見えることがある。このような波を片瀬波といい、片瀬の地名はそれによって名付けられたとの説もある。

## 歴史
漁村および商港であったが、明治期から別荘地として知られるようになり、現在は観光地として有名である。

### 先史時代
- 縄文時代 - 縄文海進により西部低地は浅い海底だった。東部丘陵上部からは「宮畑遺跡」（片瀬山一丁目）などで石器が発見されている。
江の島の頂上部にもこの時代の遺跡が見られる。
- 縄文後期 - 海退が進むと「大源太遺跡」（ミネベア構内）などの低地遺跡も見られるようになる。
- 弥生時代 - 片瀬地区にはこの時代の遺跡は少ない。
- 古墳時代 - 北部丘陵斜面に多くの横穴古墳が分布するが、高塚古墳の例は少ない。
この時代、片瀬川の河口は片瀬地区北部にあり、南部低地は海底または潟湖の湖底だったと思われる。

### 古代
- 宣化天皇3年（538年） - 龍口明神社、創建と伝える。舒明天皇13年（641年）とも。（もともとは龍口の龍口寺西隣に建っていたが、1978年に鎌倉市腰越に遷宮した）
- 推古天皇3年（595年） - 本蓮寺の前身となる密教系の寺院が高麗の帰化僧・恵慈の弟子・義玄上人により開山したと伝える。
- 養老7年（723年） - 諏訪大社の分霊を勧請し、諏訪神社（片瀬）が創立されたと伝える。
同年 - 泰澄大師、龍口山に参詣し、龍口明神より「国に背く者あれば首を斬って我が前にかけよ」のお告げをうけると伝える（江嶋縁起）。
- 天平勝宝元年（749年）10月 - 正倉院に残る庸布墨書によれば、「方瀬（片瀬）郷の郷戸主大伴首麻呂，調庸布一端を朝廷に貢進」とあり、この地域の公的記録の初出。
- 弘仁3年（812年） - 諏訪神社下社、現在地に遷宮と伝える。
- 弘仁5年（814年） - 岩屋不動、弘法大師がここに岩窟を掘り修行をしたと伝える。
- 天長3年（826年） - 諏訪神社上社、現在地に遷宮し、天慶2年（939年）、伊豆国守護菅原氏胤が修理したと伝える。

### 中世
- 治承4年（1180年） - 源頼朝、関東武士団を従えて鎌倉に入る。
- 元暦元年（1184年） - 真言宗の密教寺院が源頼朝により再建されたと伝える。
- 建暦3年（1213年）5月4日 - 和田合戦の結果、固瀬河（片瀬川）辺に234を梟首。
- 建保4年（1216年）1月15日） - 江の島と対岸片瀬との間に海底が隆起、徒歩で渡れるようになる[7]。
- 嘉禄2年（1226年） - 片瀬山大聖院泉蔵寺（高野山真言宗）、執権北条泰時が和田義盛乱、承久の乱承久3年（1221年）等の権力抗争によって亡くなった人々の鎮魂供養のために建立。
- 嘉禎元年（1235年）12月 - 「鎌倉中」の西縁を固瀬河とする。（吾妻鏡）
- 文永4年（1267年） - 忍性、極楽寺に入る。その後忍性の手で極楽寺坂切通しが整備され、片瀬から七里ヶ浜を通るルートが鎌倉入りの主要ルートの一つとなる。
- 文永8年（1271年）9月12日 - 日蓮、片瀬龍口で法難[8]。
- 建治元年（1275年）9月7日 - 元より降伏勧告に使わされた杜世忠ら8人の元使が、鎌倉幕府の執権北条時宗の命によって、龍口の刑場で斬首。
この霊を弔うため真言宗回向山利生寺が開創され、日蓮が佐渡に流刑となるとき休息したと伝える。
- 弘安元年（1278年） - 宝盛山薬師院密蔵寺（真言宗大覚寺派）創建。開山：有弁。
- 弘安5年（1282年） - 一遍、鎌倉入りを拒まれ、片瀬の浜の地蔵堂で踊り念仏を行う。
- 元弘3年/正慶2年（1333年） - 新田義貞の鎌倉攻めにより諏訪神社下社、類焼。
- 建武2年（1335年）8月19日 - 足利尊氏、片瀬原合戦で北条時行軍を破る。
- 南朝：延元2年/北朝：建武4年（1337年） - 日法上人、龍口法難刑場跡に「敷皮堂」なる一宇を建立、これが龍口寺の創建という。
- 南朝：正平4年、北朝：貞和5年（1349年） - 足利基氏が鎌倉公方となり、片瀬もその支配下となる。
- 南朝：正平8年、北朝：文和2年（1353年）5月20日 - 北条時行、龍口で処刑される。
- 康正元年（1455年） - 鎌倉公方足利成氏が古河に逃れ古河公方となる。以降、鎌倉は急激に寂れる。
- 永正9年（1512年） - 北条早雲、玉縄城を築く。城主は子の北条氏時。相模川以東は東郡として支配。
- 天文元年（1532年） - 真言宗回向山利生寺が日豪上人により日蓮宗に改宗。常立寺となる。
- 天正18年（1590年） - 玉縄城主北条氏勝、徳川家康にくだって開城。

### 近世
- 慶長5年（1600年） - 関ヶ原の戦い以降、徳川家康領になり、江戸開幕後は天領となった。
- 慶長6年（1601年） - 池上13世日尊上人、龍口寺大堂の発願をなす。
- 寛文3年（1663年） - 快祐上人、台町の鈴木家に生まれる。
- 享保13年（1728年） - 幕府鉄炮方＝井上左太夫貞高、享保の改革の一環として湘南海岸に相州炮術調練場（鉄炮場）を設置。
旗立山（片瀬山北部）は下げ矢（下方射撃）[9]、片瀬川河口付近は舟撃ち（海上射撃）の調練場となり、片瀬地区北部と南部の立ち入りは制限された。
- 元文元年（1736年） - 泉蔵寺、火災で過去の記録を失う。
- 延享元年（1744年） - 快祐上人が石籠山救法教寺（岩屋不動）を開き、ここで即身成仏したと伝える。
- 明和3年（1766年）11月18日 - 片瀬村と、腰越村の村役人が、鉄炮場の建設に反対する訴状を提出。鉄炮場を管理する役人との討議の結果、鉄炮場は延長するが、当面は訓練を行わないことで合意に至った。
- 明和5年（1768年）5月 - 腰越村と片瀬村との間で難破船の船板の扱いを巡り境界紛争が起こる。
- 1773年 - 龍口、津村から片瀬村へ編入
- 安永2年（1776年） - 腰越村と片瀬村との間での境界紛争、腰越村は沖合い漁を、片瀬村は地引き網漁を、互いに入会として行ってきていたことを認定して決着。
- 安永7（1778年） - 諏訪神社上社、社殿改修。
- 天明2年（1782年）3月 - 片瀬村・江の島、漁業入会の件に関し鵠沼村を奉行所へ訴える。
同年7月25日 - 片瀬村と鵠沼村地曳き網漁場をめぐり争い、評定所の裁許を仰ぐ。
- 文政元年（1818年） - 龍口寺現大堂、改築。
- 天保3年（1832年） - 龍口寺本堂、建造。
- 天保6年（1835年） - 宝盛山薬師院密蔵寺（真言宗大覚寺派）、良忍により再興。
- 嘉永元年（1848年） - 諏訪神社下社、社殿改修。
- 嘉永3年（1850年） - 片瀬、鵠沼、辻堂村に鉄炮場が増設
- 安政2年（1855年） - 龍口寺現大堂、銅葺きに改装。
- 安政5年（1858年） - 龍口寺山門、大阪鹿島家の寄進で完成。

### 近代
- 明治元年（1868年） - 相州炮術調練場が廃止される。
- 明治元年9月21日（1868年11月5日） - 鎌倉郡、神奈川県に属することが確定。
- 1873年（明治6年）6月2日 - 鎌倉道片瀬川の渡船を廃止し、架橋することについて神奈川県より大蔵省へ伺い。
同年 - 片瀬村の旧名主、山本家により架橋され、「山本橋」と命名。（後に下流に同名の橋が架橋されたため、「上山本橋」と改名された）
- 1874年（明治7年） - 本蓮寺に小学校「臨海学舎」が設置される。
- 1878年（明治11年） - 郡区町村編制法により行政区画としての鎌倉郡が編成され、現片瀬地区は片瀬村と江ノ島が含まれる。
同年 - 発蒙学舎（鎌倉市立腰越小学校の前身。腰越村小動岬の浄泉寺境内にあった）、片瀬村龍口へ移転し龍口学校と改称するも、暴風雨により校舎が倒壊し1884年（明治17年）、腰越学校と改称し腰越に戻る。
- 1886年（明治19年） - 「龍口輪番八ヶ寺」の輪番制度がなくなる。
- 1889年（明治22年）4月1日 - 町村制施行により、片瀬村と江島村が合併し川口村となる。
- 1891年（明治24年） - 学習院、游泳訓練場を隅田川から川口村片瀬に移す。
- 1901年（明治34年）2月13日 - 臨海学舎、鎌倉尋常高等川口小学校と改称。
- 1902年（明治35年）9月1日 - 江之島電氣鐵道の藤澤 - 片瀬間が開通。新屋敷（あらやしき）、西方（にしかた）、浜須賀、山本橋および片瀬の各停留所が開業。
- 1903年（明治36年）6月20日 - 江之島電氣鐵道片瀬 - 行合橋間延伸。龍ノ口および中原停留所が開業。
- 1904年（明治37年） - 片瀬海岸に学習院の寄宿舎（平屋建て、9棟）が翌年にかけて竣工。
- 1908年（明治41年）12月 - 江之島電氣鐵道、片瀬大源太に発電所設置。常時325kWを発電。225kWを鉄道に、100kWを家庭用に供給。
- 1910年（明治43年）7月 - 片瀬川河口部の改修工事完成。
同年 - 龍口寺五重塔、建造。
- 1911年（明治44年） - 学習院、游泳訓練場を片瀬から沼津御用邸の隣接地に移す。
- 1918年（大正7年）6月24日 - 江之島電氣鐵道の中原停留所が廃止。
同年 - 江ノ島自動車、藤沢 - 片瀬乗合バスを開業
- 1920年（大正9年）4月1日 - 藤澤停車塲―鎌倉郡川口村江ノ島間の道路、縣道藤澤停車塲江ノ島線に認定（神奈川縣告示第百二十二號）。
同年 - 株式会社東京螺子製作所、片瀬大源太に工場設立（地区内最大の工場設備）。
- 1923年（大正12年）9月1日 - 大正関東地震の1m近い地盤隆起により砂浜の面積が拡がる。
津波が片瀬川を遡上、山本橋、西浜橋が崩壊する。ほとんどの家屋は崩壊したが、火災はなかった。
- 1924年（大正13年）6月 - 下之谷町、山車を新調。既存の山車は廃棄。
- 1925年（大正14年）9月7日 - 常立寺住職磯野本精、境内に元使塚を建てる。
- 1927年（昭和2年）6月4日 - 片瀬 - 鵠沼間の鵠沼新道開通。
- 1927年（昭和2年）6月 - 東り町、山車を新調。既存の山車は廃棄。
この頃、川袋の低湿地が片瀬山からトロッコを敷設して土砂を運び、埋め立てられる。
- 1928年（昭和3年） - 龍口山（龍口寺の裏山）に遊園地「龍口園」、開園。
同年 - 昭和天皇御大典記念事業の一環として湘南海岸約180haに魚付き砂防林の植栽が始まる。
- 1929年（昭和4年）3月 - 江ノ島電氣鐵道の片瀬停留所が、江ノ島停留所へ改称。
同年 4月1日 - 小田原急行鐵鉄道江ノ島線が開通。片瀬江ノ島駅が開業。駅前の片瀬川に「弁天橋」架橋。
同年6月 - 片瀬海岸に海水浴場組合が誕生。（この時代は東浜のみ）
- 1930年（昭和5年）7月 - 西方町、山車を新調。既存の山車は廃棄。
- 1930年（昭和5年）10月 - 片瀬郵便局、開局。
- 1931年（昭和6年）6月 - 新屋敷町、山車を新調。既存の山車は廃棄。
- 1931年（昭和6年）7月1日 - 江ノ電、4輪単車の納涼電車5両就役。海水浴・納涼電車往復割引乗車券も発売。
同年7月4日 - 日本自動車道、鎌倉町大船 - 片瀬間の道路運送法上の民間運営道路、供用開始。（道路運送法による道路としては日本初の有料道路、自動車専用道路）
同年7月25日 - 大船駅-江ノ島口間乗合自動車開業。
- 1933年（昭和8年）4月1日 - 川口村が町制施行し片瀬町となる。
鎌倉尋常高等川口小学校、片瀬町立片瀬尋常高等小学校と改称。
- 1934年（昭和9年） - 遊園地「龍口園」、閉園。
- 1935年（昭和10年）7月27日 - 「湘南海岸道路（府県道片瀬大磯線）」（湘南大橋（相模川）を除く区間）が開通。「片瀬橋」架橋。
同年10月1日 - 江ノ島電氣鐵道、鵠沼・片瀬・茅ヶ崎でハイヤー営業開始。
- 1936年（昭和11年） - 片瀬乃木幼稚園開園。
- 1937年（昭和12年） - 片瀬乃木小学校開校。
同年7月10日 - 片瀬海岸で「江の島縁起ページェント」はじまる。
同年9月13日 - 片瀬西浜で乃木将軍の銅像（水谷鉄哉作）除幕式。
- 1938年（昭和13年）4月 - 乃木高等女学校（現在の湘南白百合高等学校）開校。
同年12月24日 - 高座郡藤沢町、鎌倉郡片瀬町と村岡村に合併を申し入れる。
鎌倉町と藤沢町の間で片瀬町・腰越町を合併するための争奪戦となる。
- 1939年（昭和14年）3月19日 - カトリック片瀬教会の聖堂献堂。
同年 - 片瀬諏訪神社下社、現在の社殿に改修。
- 1940年（昭和15年）7月 - 軍人援護会東京都支部が軍人家族の遺児保護ため、片瀬臨海寮を創設する。
- 1941年（昭和16年）4月1日 - 片瀬尋常高等小学校、片瀬町国民学校と改称。
- 1943年（昭和18年）11月16日 - 東京急行電鉄（小田急）江ノ島線単線化（線路供出）
- 1944年（昭和19年）2月29日 - 江ノ島電氣鐵道の新屋敷および浜須賀停留所が廃止。
同年 8月10日 - 江ノ島電氣鐵道、戦時統制強化により乗合バス運輸全営業休止
同年 11月18日 - 江ノ島電氣鐵道の山本橋および龍ノ口停留所が廃止
- 1945年（昭和20年）4月15日 - 川崎空襲帰りの米軍B-29重爆撃機(#42-94034)、江の島沖に墜落。

### 現代
- 1946年（昭和21年） - 乃木高等女学校は、湘南白百合高等女学校へ改称
- 1947年（昭和22年）4月1日 - 鎌倉郡片瀬町、藤沢市へ編入合併される。
同年5月1日 - 片瀬町国民学校、藤沢市立片瀬小学校となる。
同年5月5日 - 藤沢市立片瀬中学校、藤沢市片瀬148番地に開校。
同年 - 湘南白百合学園中学校開校。
- 1948年（昭和23年） - 学制改革により湘南白百合学園高等学校開校。
同年 - 片瀬乃木小学校の校名を湘南白百合学園小学校、片瀬乃木幼稚園を湘南白百合学園幼稚園に改称。
同年 - 主要地方道鎌倉片瀬藤沢線（現国道467号）、整備工事竣工
- 1949年（昭和24年）4月1日 - 藤沢市役所片瀬支所、開設。
同年4月10日 - 小田急電鉄江ノ島線、本鵠沼 - 片瀬江ノ島間複線復旧。
同年10月8日 - 労働基準監督署、片瀬の元婦人会館跡に移転。
- 1950年（昭和25年）7月5日 - 京浜急行電鉄、大船-鎌倉山-江ノ島バス路線運行開始。
同年9月8日 - 京浜急行電鉄、戦時中休止していた京浜急行線有料道路営業再開。
同年11月 - 片瀬臨海寮、東京都の経営となり、東京都片瀬幼児寮と称し、都立児童養護施設として幼児を収容する。
以降、1951年3月に東京都片瀬臨海寮、1953年4月に東京都片瀬幼児園、1955年7月に東京都片瀬幼児園、1984年4月に東京都片瀬学園と改称、2000年度からは指定管理制度となり、今日に至っている。
- 1951年（昭和26年）10月17日 - 片瀬漁港、第1種漁港に指定。（農林省告示第369号）
- 1953年（昭和28年）5月18日 - 神奈川県道片瀬大磯線を、二級国道134号横須賀大磯線（神奈川県横須賀市-神奈川県中郡大磯町）として指定。
- 1954年（昭和29年）5月21日 - 湘南海岸公園、都市計画事業決定。
同年7月1日 - 日活資本の「江の島水族館」、日本における近代的水族館の第1号として誕生。
- 1955年（昭和30年）3月4日 - 主要地方道11号鎌倉片瀬藤沢線（片瀬県道と呼ばれた）、認定。
同年8月14日 - 佐藤和三郎、片瀬山に江の島カントリーゴルフ場を開設。クラブハウスとして江の島ホテル開業。
同年8月19日 - 片瀬漁港、県告示第616号により藤沢市が管理者となる。
同年 - 片瀬西浜・鵠沼海水浴場を統合した「江の島海水浴場協同組合」、創立。
- 1957年（昭和32年）5月3日 - 株式会社江ノ島水族館、「江の島マリンランド」営業開始。
同年6月16日 - 株式会社江ノ島水族館、片瀬西浜で児童海水プール営業開始。
同年11月1日 - 県立湘南海岸公園設置告示（特許事業方式に特色）。
- 1958年（昭和33年）9月27日 - 台風22号（狩野川台風）、江の島より上陸。藤沢市内死者3。被害甚大。
同年12月1日 - 江ノ島電鉄西方駅、湘南海岸公園駅に改称。
- 1959年（昭和34年）3月5日 - 藤沢市とマイアミビーチ市の姉妹都市提携。
- 1960年（昭和35年）7月13日 - 神奈川県立湘南海岸公園（18.1ha）が完成。
- 1963年（昭和38年）1月 - 「湘南海岸道路」に水銀灯を設置する。
同年 - 西浜海水浴場警備員、「湘南ライフガードクラブ」を結成（日本初のライフガード組織）。
- 1964年（昭和39年）5月25日 - 株式会社江ノ島水族館、児童海水プールを廃し「江の島海獣動物園」開設。
- 1965年（昭和40年）1月1日 - 片瀬地区と鵠沼地区の境界線変更。江ノ島電鉄線以西が鵠沼藤が谷四丁目になる。
同年4月1日 - 二級国道134号横須賀大磯線、一般国道134号となる。
- 1967年（昭和42年） - 藤沢市立片瀬中学校、藤沢市片瀬山4-1-1に移転。
同年 - 三井不動産、片瀬山住宅地開発、着工。
- 1968年（昭和43年）4月1日 - 市立西浜公園（山本公園）開設。園内に「大望の像」設置。
- 1971年（昭和46年）7月 - 湘南モノレール江の島線が全線開通。目白山下駅、湘南江の島駅が開業。（片瀬山駅は鎌倉市側にある）
同年9月12日 - 龍口寺仏舎利塔、竣工（龍口法難700年を記念し日本山妙法寺（藤井日達上人）が建立）。
- 1975年（昭和50年）7月16日 - 江ノ島鎌倉観光、江ノ島海岸 - 大磯駅バス運輸廃止。
- 1976年（昭和51年）5月27日 - 片瀬山市民の家、開設。
同年10月1日 - 藤沢市役所片瀬支所に片瀬公民館を併設。
- 1977年（昭和52年） - 三井不動産による片瀬山住宅地開発、竣工。
- 1978年（昭和53年）1月11日 - 片瀬浪合市民の家、開設。
同年4月3日 - 藤沢市川名400番地に藤沢市立新林小学校、開校。片瀬地区の北部までを学区とする。
- 1979年（昭和54年） - 湘南白百合学園中学校・高等学校、現在地片瀬目白山に移転。
- 1981年（昭和56年） - 株式会社東京螺子製作所、系列メーカーと吸収合併され、社名を「ミネベア株式会社」と変更。
- 1984年（昭和59年） - 片瀬諏訪神社上社、現在の社殿に改修。
- 1985年（昭和60年）7月 - 神奈川県、「湘南なぎさプラン」策定。海岸の砂防林や保全整備公園整備等が位置づけられる
- 1987年（昭和62年）11月17日 - 江ノ島・片瀬・鵠沼海岸地区整備構想委員会、同地区を文化・リゾート地区とする計画を市長と知事に答申。
- 1989年（平成元年）3月31日 - 京浜急行線有料道路、経営悪化と地元要望により、藤沢市部分1.1kmを市に無償譲渡→一般市道化。（鎌倉市分5.7kmは1984年、市に9億8000万円で有償譲渡していた）
同年4月17日 - 毎日新聞論説室顧問の吉野記者、片瀬江ノ島駅駅前で暴走族に殺害（片瀬江ノ島駅前暴走注意事件）→暴走族取り締まり強化。
- 1990年（平成2年）4月29日 - 10月10日 - イベント「相模湾アーバンリゾート・フェスティバル1990（SURF'90）」開催
- 1991年（平成3年）4月 - 県立湘南海岸公園整備「しおさいの森整備計画」(遊歩道・シーサイドパレス・ビーチハウス等撤去)スタート。
- 1992年（平成4年）4月1日 - 主要地方道11号鎌倉片瀬藤沢線、藤沢町田線と共に国道467号に昇格。
- 1994年（平成6年）7月8日 - 国道134号、片瀬海岸から鵠沼海岸まで4車線拡幅工事完成。利用開始。
同年 - 湘南ライフガードクラブ、「西浜サーフライフセービングクラブ」と改称。通年活動開始。
同年9月1日 - 片瀬しおさいセンター（片瀬公民館分館）、開設。
- 1998年（平成10年）3月12日 - 環境庁、片瀬東浜を「日本の水浴場55選」に選定。
同年8月27日 - 「片瀬漁港・まちづくり会議」が設立される。
- 2003年（平成15年）3月31日 - 湘南ホテル(片瀬海岸3-23)、廃業。
同年4月27日 - 特別養護老人ホーム「上村鵠生園」、鵠沼を離れ片瀬海岸に移転。
- 2004年（平成16年）4月16日 - 新江ノ島水族館、リニューアルオープン。
同年5月18日 - 密蔵寺、新築落成法要。
同年 - 江の島海水浴場協同組合(片瀬海岸西浜・鵠沼海水浴場)の来客数＝361万人→日本一の海水浴場に復帰する。
- 2006年（平成18年）7月18日 - 片瀬郵便局庁舎、取り壊し。現在地に移転。
- 2007年（平成19年）3月18日 - 第1回湘南国際マラソン大会、江の島 - 二宮間の国道134号往復コースで開催。
同年4月27日 - 国道拡幅工事で間借りしていた藤沢市観光センター、リニューアルオープン。
- 2008年（平成20年）4月 - 片瀬漁港改修工事、完成
同年 - 藤沢青年会議所、消えつつある「片瀬こま」の復活に取り組む。

## 地域の特色

### 片瀬の仏教寺院
片瀬地区の仏教寺院は、片瀬山の山麓に分布している。常住の寺院は北から片瀬山大聖院泉蔵寺 （高野山真言宗）、宝盛山薬師院密蔵寺 （真言宗大覚寺派）、龍口山本蓮寺 （日蓮宗）、龍口山常立寺 （日蓮宗）、寂光山龍口寺 （日蓮宗）であり、泉蔵寺の北方には無住の岩屋不動（石籠山救法教寺）がある。ここは泉蔵寺が管理しているから、真言宗としてよかろう。すなわち、北の3か寺が真言宗、南の3か寺が日蓮宗ということになるが、本蓮寺と常立寺は真言密教系寺院から日蓮宗に改宗したといわれ、龍口寺はその後に創建されているから、かつては真言宗寺院しかなかったことになる。
上記の日蓮宗寺院のうち、本蓮寺と常立寺はいずれも龍口山という山号を持つ。同様な寺院は鎌倉市腰越地区に本成寺、勧行寺、妙典寺、東漸寺、本龍寺、法源寺があり、総称を「龍口輪番八ヶ寺」または「片瀬腰越八ヶ寺」という。日蓮の龍口法難の地に建つ寂光山龍口寺は、1886年まで住職がおらず、これら八つの寺が順番に霊場を守ってきた。

### 片瀬の近代化と山本家

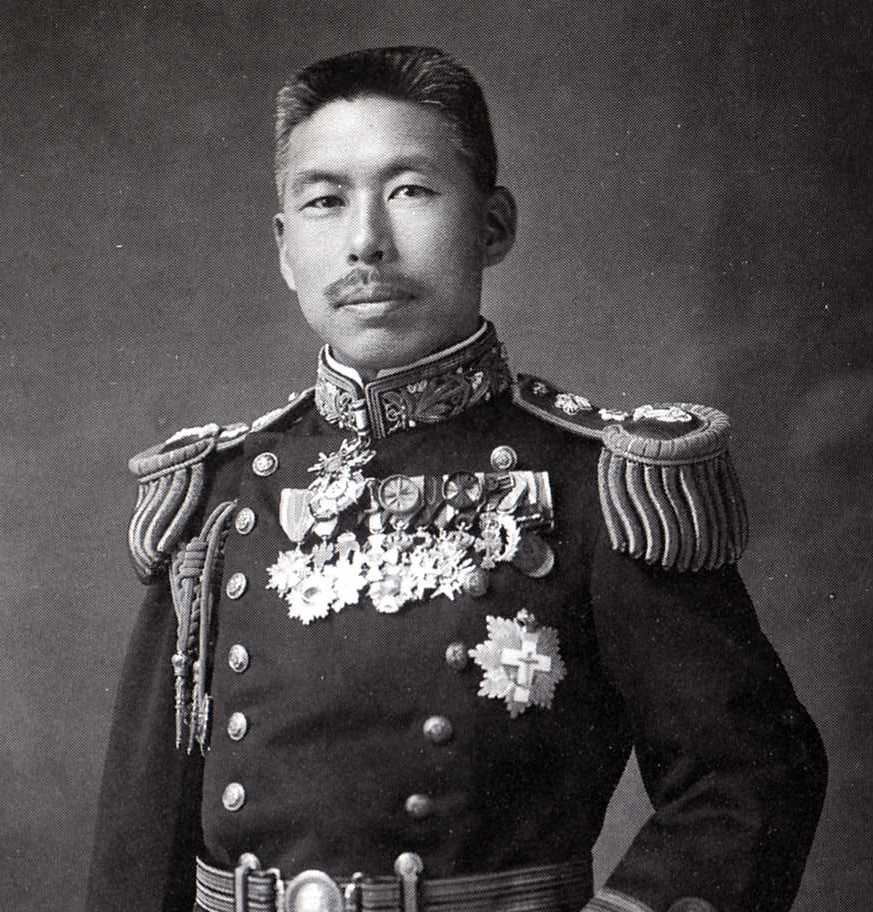
山本信次郎

江戸時代は片瀬村の名主だった山本家の庄太郎は、1873年（明治6年）、江の島道の片瀬川「石上の渡し」の箇所に架橋し、「山本橋」と命名した（後に下流に同名の橋が架橋されたため、「上山本橋」と改名された）。1878年（明治11年）の郡制施行より長期にわたって鎌倉郡の郡長を務め、片瀬村北西部低湿地を干拓して水田化を進めた。東浜に海水浴に訪れた暁星学校の職員らと偶然出会って自宅に招き、学齢期だった次男信次郎、三男三郎を暁星学校に進学させた。さらに1907年（明治40年）、乃木希典が学習院院長に就任すると、片瀬游泳指導時には山本家が宿舎を提供した。
庄太郎の長男百太郎は、若くより片瀬村の収入役、郵便局長などを務め、江ノ電の大株主になった。百太郎は自宅近くの片瀬川に「山本橋」を架橋し、砂丘上に砂防林のクロマツを植樹するなど別荘地開発のインフラ整備に努めた。次男信次郎（後に海軍少将）、三男三郎（後に桂太郎首相の秘書）は暁星学校でカトリックに入信し、自宅にカトリックの仮聖堂を設けた、これが後にカトリック片瀬教会に発展し、片瀬乃木幼稚園・小学校・高等女学校（戦後は湘南白百合に改名）の開設に結びつくのである。

### 片瀬のネームバリュー
片瀬の集合住宅には次のものがある。
- 「江ノ島シーサイドマンション」片瀬海岸3丁目 - 1970年5月。
- 「片瀬東映マンション」片瀬海岸2丁目 - 1970年6月。
- 「片瀬ロジュマン」片瀬海岸1丁目 - 1971年8月。
- 「ルックハイツ江ノ島」片瀬海岸1丁目 - 1980年10月。
- 「湘南グリーンハイツ1号棟」片瀬海岸1丁目 - 1982年5月。
- 「ライオンズマンション片瀬江ノ島」片瀬海岸1丁目 - 1986年2月。
- 「シーサイド片瀬江ノ島」片瀬海岸1丁目 - 1987年8月。
- 「藤和江ノ島ホームステージI」片瀬海岸1丁目 - 1988年9月。
- 「湘南タワーズ1402号」片瀬海岸1丁目 - 1991年2月。
- 「ライフショア湘南江の島」片瀬海岸1丁目 - 1992年8月。
- 「ライオンズマンション片瀬鵠沼」片瀬5丁目 - 1994年5月。
- 「シルフィード湘南」片瀬海岸1丁目 - 1996年8月。
- 「ビッグヴァン湘南鵠沼」片瀬5丁目 - 1997年2月。
- 「レクセルマンション湘南鵠沼」片瀬5丁目 - 1997年}2月。
- 「メディウス片瀬海岸オーシャンコート」片瀬海岸3丁目 - 1997年6月。
- 「エクセラージュ湘南鵠沼」片瀬2丁目 - 1998年3月。
- 「ヴィルヌーブ片瀬江ノ島マリンテラス」片瀬海岸3丁目 - 1999年3月。
- 「マイキャッスル湘南江ノ島」片瀬海岸2丁目 - 1999年9月。
- 「湘南江ノ島パークホームズ」片瀬海岸2丁目 - 2001年4月。
- 「シルフィードタワー江ノ島」片瀬海岸1丁目 - 2001年9月。
- 「プリオール湘南海岸」片瀬4丁目 - 2002年2月。
- 「片瀬パークハウス湘南江ノ島」片瀬4丁目 - 2002年7月。
- 「グランシティ湘南江ノ島」片瀬5丁目 - 2003年3月。
- 「シーサイドコート湘南海岸公園」片瀬5丁目 - 2005年2月。
- 「グランシティ湘南海岸」片瀬海岸3丁目 - 2005年3月。

これらの名称を見ると、所在地の片瀬よりも江の島（江ノ島）あるいは湘南を名乗るものが多く、江ノ電鵠沼駅が最寄り駅の片瀬五丁目では、片瀬にありながら鵠沼を名乗るものが複数ある。どうやら不動産業者にとって地域名のネームバリューは湘南＞江の島＞鵠沼＞片瀬という順序があるらしい。
江の島あるいは江ノ島の呼称は、対岸の片瀬海岸一～三丁目および鵠沼海岸一～二丁目を含む一帯の上記駅名をはじめ、組織名、企業名、行事名などに広く用いられ、観光地江の島はこの一帯を含んで認識されている。
- 組織名の例
  - 江の島海水浴場営業組合（片瀬東浜海水浴場）
  - 江の島海水浴場協同組合（片瀬西浜・鵠沼海水浴場）
- 企業名の例
  - 江ノ島電鉄
  - 新江ノ島水族館（片瀬海岸）
  - 江の島ボウル（片瀬海岸）
  - 支店名を江の島店あるいは江ノ島店とする店舗とその位置 - レッドロブスター（片瀬海岸）、備屋珈琲店（片瀬海岸）、ジャンボペットランド（片瀬海岸）、ハックドラッグ（片瀬海岸）、ほっかほっか亭（片瀬海岸）、やまか（片瀬海岸）、マルデナポリ（片瀬海岸）、カプリチョーザ（片瀬海岸）、PIZZERIA＆DINING PICO（片瀬海岸）、中島生花店（片瀬）、マクドナルド（鵠沼海岸）、モスバーガーオーシャンカフェ（鵠沼海岸）、吉野家・134号線（鎌倉市腰越）
- 行事名の例
  - 江の島マイアミビーチショー
  - 江の島花火大会

### 藤沢市への合併の経緯
- 1938年（昭和13年）12月24日 - 高座郡藤沢町、鎌倉郡片瀬町と村岡村に合併を申し入れる。
鎌倉と藤沢で、片瀬町と腰越町を合併するための争奪戦が発生、市制施行上問題化。
- 1939年（昭和14年）1月12日 - 片瀬町、藤沢町との合併問題委員決定。
同年1月28日 - 藤沢町勢振興委員会に片瀬町当局参加。
同年2月 - 片瀬町が鎌倉町からの合併勧誘に対して交渉を打ち切る。
同年11月3日 - 鎌倉町、市制を施行。鎌倉市となる。
同年11月18日 - 町勢振興委員会、片瀬町・村岡村の合併条件を決定。片瀬町側、合併による新市（または町）の名称を「江之島」とすることを決定。
- 1940年（昭和15年）1月10日 - 町勢振興委員会、片瀬町との合併市（町）名を「藤沢」「藤沢江の島」または「湘南」とする案を決定。
同年1月18日 - 藤沢町と片瀬町との合併問題に関する懇談会開催。
同年2月11日 - 村岡村と片瀬町は藤沢町との合併問題につき強調することを関係委員間で決定する。
同年4月 - 片瀬町・村岡村の委員協同で藤沢町との合併条件を申し合わせ、新市名「片瀬市」を主張する。
同年6月28日 - 藤沢町と片瀬町・村岡村との合併交渉不成立、片瀬町の合併委員会解散。
同年6月29日 - 片瀬町長が元老議員と懇談、合併交渉打ち切りが主流となる。
同年10月1日 - 藤沢町、市制を施行。藤沢市となる。
- 1941年（昭和16年）6月1日 - 鎌倉郡村岡村、藤沢市へ正式編入。
同年6月8日 - 藤沢市・村岡村合併祝賀式が第四国民学校（現藤沢市立本町小学校）講堂にて挙行される。
- 1942年（昭和17年）1月16日 - 片瀬町との合併交渉委員（市議6名）決定。
同年3月24日 - 藤沢市議会全員協議会、片瀬町側が提案の合併による新市名「藤沢江の島市」を受け入れる。
同年3月30日 - 片瀬町議会全員協議会、藤沢市との合併を可決。
同年4月3日 - 鎌倉市・大船町・深沢村の委員合同して「大鎌倉建設要綱」を片瀬町民に配付し、鎌倉市への合併を呼びかけたが片瀬側が反発する。
同年9月3日 - 片瀬町との合併問題で藤沢市議会全員協議会を開催。
- 1946年（昭和21年）10月12日 - 片瀬町、藤沢・鎌倉両市に合併条件の明示を求める。
- 1947年（昭和22年）1月19-20日 - 片瀬町で合併問題に関し町民投票、藤沢市への合併賛成が過半。
同年2月10日 - 片瀬町、正式に藤沢市への合併を申し入れ。
同年4月1日 - 片瀬町を藤沢市に編入合併。藤沢市立鵠洋小学校で合併祝賀会開催。

## 世帯数と人口
2023年（令和5年）9月1日現在（藤沢市発表）の世帯数と人口は以下の通りである。
| 大字・丁目 | 世帯数    | 人口     |
| ---------- | --------- | -------- |
| 片瀬       | 528世帯   | 1,138人  |
| 片瀬一丁目 | 523世帯   | 1,322人  |
| 片瀬二丁目 | 956世帯   | 2,279人  |
| 片瀬三丁目 | 684世帯   | 1,439人  |
| 片瀬四丁目 | 870世帯   | 1,955人  |
| 片瀬五丁目 | 970世帯   | 2,272人  |
| 計         | 4,531世帯 | 10,405人 |

### 人口の変遷
国勢調査による人口の推移。
| 年                 | 人口   |
| ------------------ | ------ |
| 1995年（平成7年）  | 9,063  |
| 2000年（平成12年） | 9,558  |
| 2005年（平成17年） | 10,291 |
| 2010年（平成22年） | 10,501 |
| 2015年（平成27年） | 10,491 |
| 2020年（令和2年）  | 10,224 |

### 世帯数の変遷
国勢調査による世帯数の推移。
| 年                 | 世帯数 |
| ------------------ | ------ |
| 1995年（平成7年）  | 3,292  |
| 2000年（平成12年） | 3,612  |
| 2005年（平成17年） | 3,998  |
| 2010年（平成22年） | 4,184  |
| 2015年（平成27年） | 4,276  |
| 2020年（令和2年）  | 4,346  |

## 学区
市立小・中学校に通う場合、学区は以下の通りとなる（2015年6月時点）。
| 大字・丁目 | 番地 | 小学校             | 中学校             |
| ---------- | ---- | ------------------ | ------------------ |
| 片瀬       | 全域 | 藤沢市立新林小学校 | 藤沢市立片瀬中学校 |
| 片瀬一丁目 | 全域 | 藤沢市立新林小学校 | 藤沢市立片瀬中学校 |
| 片瀬二丁目 | 全域 | 藤沢市立片瀬小学校 | 藤沢市立片瀬中学校 |
| 片瀬三丁目 | 全域 | 藤沢市立片瀬小学校 | 藤沢市立片瀬中学校 |
| 片瀬四丁目 | 全域 | 藤沢市立片瀬小学校 | 藤沢市立片瀬中学校 |
| 片瀬五丁目 | 全域 | 藤沢市立片瀬小学校 | 藤沢市立片瀬中学校 |

## 事業所
2021年（令和3年）現在の経済センサス調査による事業所数と従業員数は以下の通りである。
| 大字・丁目 | 事業所数  | 従業員数 |
| ---------- | --------- | -------- |
| 片瀬       | 22事業所  | 545人    |
| 片瀬一丁目 | 23事業所  | 698人    |
| 片瀬二丁目 | 48事業所  | 329人    |
| 片瀬三丁目 | 80事業所  | 430人    |
| 片瀬四丁目 | 64事業所  | 325人    |
| 片瀬五丁目 | 31事業所  | 169人    |
| 計         | 268事業所 | 2,496人  |

### 事業者数の変遷
経済センサスによる事業所数の推移。
| 年                 | 事業者数 |
| ------------------ | -------- |
| 2016年（平成28年） | 284      |
| 2021年（令和3年）  | 268      |

### 従業員数の変遷
経済センサスによる従業員数の推移。
| 年                 | 従業員数 |
| ------------------ | -------- |
| 2016年（平成28年） | 2,485    |
| 2021年（令和3年）  | 2,496    |

## 施設
- 駅
  - 江ノ島電鉄線
    - 湘南海岸公園駅
    - 江ノ島駅

  - 小田急江ノ島線
    - 片瀬江ノ島駅

  - 湘南モノレール江の島線
    - 目白山下駅
    - 湘南江の島駅
- 港湾
  - 片瀬漁港
- 行政施設
  - 警察施設
    - 藤沢警察署 片瀬江の島交番
    - 藤沢警察署 片瀬山駐在所

  - 藤沢市行政施設
    - 片瀬市民センター（片瀬公民館併設）

  - 藤沢市教育委員会
    - 片瀬公民館（片瀬市民センターに併設）
    - 片瀬しおさいセンター（片瀬公民館分館）
- 消防施設
  - 藤沢市南消防署 片瀬分遣所
  - 消防団
    - 藤沢市消防団第二分団（片瀬分遣所に併設）
- 郵便施設
  - 片瀬郵便局
- 公立保育・集会施設
  - 地域子供の家
    - 片瀬子供の家（かたせこどもらんど）

  - 市民の家
    - 片瀬浪合市民の家
    - 片瀬山市民の家

  - 財団法人藤沢市青少年協会が運営する児童クラブ（学童保育）
    - いるか児童クラブ
    - どんぐり児童クラブ
- 私立保育園
  - 富士見保育園
- 福祉施設
  - 東京都片瀬学園
  - 片瀬しおさい荘
  - 鵠生園
- 学校教育施設
  - 公立小学校
    - 藤沢市立片瀬小学校
    - これ以外に藤沢市立新林小学校も片瀬地区内に学区を持つ

  - 公立中学校
    - 藤沢市立片瀬中学校

  - 私立幼稚園
    - 片瀬のぞみ幼稚園
    - 湘南白百合学園幼稚園

  - 私立小学校
    - 湘南白百合学園小学校

  - 私立中学校
    - 湘南白百合学園中学校

  - 私立高等学校
    - 湘南白百合学園高等学校
- 主な公園
  - 県立公園
    - 湘南海岸公園

  - 片瀬市民センターが管理する住区基幹公園
    - 大源太公園・海南公園・片瀬3丁目まちかど公園・片瀬5丁目まちかど公園・片瀬通り公園・片瀬山北公園・片瀬山西公園・片瀬山東公園・片瀬山南公園・上西原公園（ロープウェー公園）・下諏訪公園・洲鼻公園・州鼻南公園・西方公園・西原北公園・西浜公園（山本公園）・西原まちかど公園・東浜小公園

  - 指定管理者が管理する都市公園
    - 片瀬山公園（藤沢市まちづくり協会）
- 主な観光施設
  - 藤沢市観光センター
  - 片瀬東浜海水浴場
  - 片瀬西浜・鵠沼海水浴場
  - 湘南海岸公園
  - 新江ノ島水族館
  - 湘南江の島香水瓶美術館
  - 江の島ボウリングセンター
  - アトラス ゲームパニック湘南（閉店）
- 医療施設
  - 病院
    - 藤沢脳神経外科病院
- 宗教施設
  - 主な神社
    - 片瀬諏訪神社上社（上諏訪神社）
    - 片瀬諏訪神社下社（下諏訪神社）

  - 主な仏教寺院
    - 龍口山常立寺 （日蓮宗）
    - 片瀬山大聖院泉蔵寺 （高野山真言宗）
    - 龍口山本蓮寺 （日蓮宗）
    - 宝盛山薬師院密蔵寺 （真言宗大覚寺派）
    - 寂光山龍口寺 （日蓮宗）

  - 主なキリスト教会と修道院
    - カトリック片瀬教会（カトリック聖コロンバン会）
    - 日本キリスト教団片瀬教会（プロテスタント）
    - シャルトル聖パウロ修道女会 片瀬修道院
    - シャルトル聖パウロ修道女会 ナザレト修道院

## 文化財・名勝など

### 指定・登録文化財
- 江の島弁才天道標12基（うち片瀬地区内 5基）市指定 有形文化財（建造物）1966年
片瀬地区にあるのは次の5基である。
  - 片瀬2-14 藤沢市立片瀬小学校南門脇
  - 片瀬3-6-5先 密蔵寺の先三叉路。側面に「左ゑのし満遍」と彫られた庚申供養塔と並立
  - 片瀬3-9-6 片瀬市民センター前(移設。藤沢市史第五巻には2基を掲載)
  - 片瀬3-10-15先 「西行の戻り松」脇(「西行のもどり松」と裏面に刻む)(本蓮寺前より移設。裏向きに設置)
  - 片瀬海岸1-9-12先 州鼻通り旧なぎさ整備事務所前(170m南の地中から掘り出されたもの。頭部が一部欠落)
  - 片瀬餅つき唄 （片瀬餅つき唄保存会）市指定 無形民俗文化財 1976年
  - 寛文庚申供養塔（片瀬3-16-2）市指定 有形民俗文化財 1977年

### 藤沢市名誉市民
- 片山哲（元首相）1997年故人

### 名称
- 湘南海岸 新日本観光地百選 読売新聞 1987年
- 湘南海岸 日本の白砂青松100選 日本の松の緑を守る会 1987年
- 江ノ島参道から片瀬州鼻通り かながわのまちなみ100選 1987年制定
- 湘南海岸のマツ林 かながわの美林50選 神奈川県環境農政部森林課 1989年
- 弁天橋 かながわの橋100選 神奈川県 1991年
- 湘南海岸公園 かながわの公園50選 神奈川県都市整備公園課 1994年
- 片瀬東浜 日本の水浴場55選 環境庁 1998年
- 江ノ電 かながわ未来遺産100 神奈川県・神奈川新聞社 2001年
- 片瀬東浜 日本の水浴場88選 環境庁 2001年
- 県立湘南海岸公園 関東の富士見百景 国土交通省 関東地方整備局 2005年
- 湘南の生しらす かながわの名産100選 2006年
- 富士見坂 - 土地っ子自慢の隠れた全国一の富士見坂

## 年中行事

### 伝統行事
- 1月上旬 - 初詣（各社寺）
- 1月中旬 - 寒中神輿錬成大会（片瀬海岸東浜）
- 2月上旬 - 節分会（各社寺）
- 4月8日 - 花祭り（各寺）
- 7月中旬 - 湘南龍の口灯籠流しと納涼花火（片瀬川河口）
- 7月中旬 - 江の島天王祭（片瀬海岸東浜）
- 8月23日 - 27日 - 片瀬諏訪神社例大祭。
各町区内から5台の山車、5台の屋台が繰り出す藤沢市随一の祭礼。
- 9月11日 - 13日 - 龍口寺法難会式。
片瀬の御会式と呼ばれ東都五大御会式（片瀬、池上、堀の内、雑司が谷、中山）の最初。9月12日夜に万灯練供養が行なわれる。相州最大の御会式である。
- 11月15日 - 七五三（片瀬諏訪神社）
- 12月31日 - 大祓式・除夜の鐘（本蓮寺・龍口寺）

### 観光行事
- 毎月第三日曜 - 湘南龍の口大骨董市（龍口寺）
- 7月1日 - 海開き（片瀬海岸西浜・東浜）
- 7月中旬 - 湘南江の島手づくりボートレース（片瀬海岸東浜）
- 7月中旬 - 『海の女王』＆『海の王子』コンテスト（片瀬海岸西浜特設ステージ）
- 8月第1火曜日 - 江の島花火大会（片瀬海岸西浜）
- 10月上旬 - 全日本ライフセービング選手権大会（片瀬海岸西浜）
- 10月中旬土日 - 江の島ドラゴンボートレース（片瀬川河口）

## 名物・名産
- 片瀬まんじゅう・難除けぼたもち - 龍口寺門前の老舗、上州屋が元祖。
- 江ノ電もなか - 江ノ電が路面電車になるところにあり、実物の江ノ電車両頭部が店頭を飾る扇屋の製造発売。パッケージも江ノ電グッズになっている。
- しらす - 再整備された片瀬漁港が水揚げの拠点。
- 片瀬こま - 木製の投げゴマ。主材料はツバキ。大山独楽よりやや扁平。
一時職人が絶え、生産されなくなっていたが、2008年藤沢青年会議所が復活を働きかけ、再び生産されるようになった。

## 地区内の交通機関
- 江ノ島電鉄線 - 江ノ島駅、湘南海岸公園駅
- 小田急江ノ島線 - 片瀬江ノ島駅
- 湘南モノレール江の島線 - 湘南江の島駅、目白山下駅
- 江ノ電バス
  - F3 藤沢駅 - 江ノ島（螺子工場前、柳小路、新屋敷、諏訪神社前、西方、江ノ島駅前、竜口寺、東浜、江ノ島海岸）
  - F31 藤沢駅 - 湘南港桟橋（螺子工場前、柳小路、新屋敷、諏訪神社前、西方、江ノ島駅前、竜口寺、東浜、江ノ島海岸）
  - F9 藤沢駅 - 鵠沼車庫（螺子工場前、柳小路、新屋敷、諏訪神社前、西方、江ノ島駅前、竜口寺、東浜、江ノ島海岸、江ノ島水族館前、西浜）
  - F20 藤沢駅 - 藤沢駅（螺子工場前、柳小路、新屋敷、岩屋不動入口、片瀬中学校前、片瀬山、片瀬山入口）
  - N3 大船駅 - 江ノ島（東浜、江ノ島海岸）
- 神奈川中央交通
  - 藤77 藤沢駅 - 辻堂駅南口（螺子工場前、柳小路、新屋敷、諏訪神社前、西方、江ノ島駅前、竜口寺、東浜、江ノ島海岸、江ノ島水族館前、西浜）
  - 急行 大磯駅 - 平塚駅南口 - 茅ケ崎駅入口 - 鵠沼海岸 - 江ノ島水族館前 - 江ノ島海岸 - 江の島（西浜、江ノ島水族館前、江ノ島海岸）

## ゆかりのある著名人
- 秋月種英 - 子爵、貴族院議員
- 朝海浩一郎 - 外交官
- 雨宮敬次郎 - 明治の鉄道王。江ノ電経営者
- 塩坂信康 - プロサーファー
- 池田健 - プロサーファー
- 伊藤海彦 - 詩人
- 今村繁三 - 今村銀行頭取。汽車製造、日東拓殖農林、熱帯産業等の取締役、第一生命保険等の監査
- 江見水蔭 - 小説家。1896年4月12日以来片瀬の貸別荘を借りて、門下生と沙地浪宅を営む。1898年2月まで滞在する。
- 大沢啓二 - 元プロ野球選手（外野手）・プロ野球監督。
- 加古里子 - 絵本作家、児童文学者。

- 片山哲 - 元首相。日本社会党。藤沢市名誉市民1号
- 香月弘美 - 女優。タカラジェンヌ
- 佐江衆一 - 小説家
- 佐藤達次郎 - 順天堂医院第三代院長
- 小林哲夫 - 画家
- 島津珍彦 - 元貴族院議員
- 杉原善之介 - 小説家
- 乃木希典 - 陸軍元帥。学習院長
- 浜野直美 - プロサーファー
- 福永陽一郎 - 指揮者。藤沢市民オペラ生みの親
- 丸木位里・丸木俊夫妻 - 画家。
- 南流石 - 創作ダンス振付師。
- 山内滋夫 - 洋画家。
- 山口弘達 - 常陸牛久藩の第12代（最後）の藩主。子爵。
- 山崎紫紅 - 劇作家。本名 山崎小三
- 山本信次郎 - 海軍少将
- 吉井勇 - 歌人・劇作家
- 渡辺紳一郞 - ジャーナリスト

## 片瀬の出てくる作品

### 文芸
- 『獄中消息』- 大杉栄
- 『恨みの蠑螺』 - 岡本綺堂
- 『滑川畔にて』 - 嘉村礒多
- 『美術学校時代』 - 高村光太郎
- 『或る男の手記』 - 豊島与志雄
- 「片瀬」『岡麓全歌集』 - 岡麓

### 絵画
- 木版画「片瀬川月の出」- 笠松紫浪（1953年、芸艸堂所蔵[19]）

### 音楽
- 『片瀬波』 - 詞：高橋掬太郎・曲：原野為二・歌：松山時夫・1933年
- 『八月の濡れた砂』 - 詞：吉岡オサム ・曲：むつひろし・歌：石川セリ・1971年

### 映像・コミック・ゲームなど
- 江ノ島ベイビィ
- 海岸物語 昔みたいに…
- ピンポン
- MFゴースト

## その他

### 日本郵便
- 郵便番号 : 251-0032[3]（集配局 : 藤沢郵便局[20]）。